# Махтумкули (город)
Махтумкули (туркм. Magtymguly; ранее назывался Кара-Кала, туркм. Garrygala) — город в юго-западной части Туркменистана в Балканском велаяте. Город является административным центром Махтумкулийского этрапа (бывший Кара-калинский район и позднее этрап, был переименован в 2005 году). Он расположен в предгорьях южного склона хребта Копетдаг на реке Сумбар, притоке Атрека. В 1972 году численность населения составляла 5700 жителей, в 1989 году — 8412.

## История
Название посёлка Кара-Кала буквально значит «чёрная крепость». Когда-то здесь действительно была крепость, обладание которой позволяло контролировать путь в Иран, её название было Карры Кала — старая крепость. Со временем оно видоизменилось в Кара-Кала.
В 1928—1930 гг. Н. И. Вавилов создал в Кара-Кале Туркменскую опытную станцию Всесоюзного института растениеводства (ТОС ВИР). С 1979 года в поселке находится администрация Сюнт-Хасардагского заповедника.
В 2005 году посёлок был переименован в честь туркменского поэта Махтумкули, родившегося неподалёку.
В мае 2016 года был присвоен статус города.